# Etō Shimpei
Det här är en artikel om en person med japanskt personnamn; Etō är familjenamnet.
Etō Shimpei, född 18 mars 1835, död 13 april 1874, var en japansk politiker.
Etō spelade en framstående roll vid den "kejserliga restaurationen" i Japan 1867. Efter att ha utnämnts till utrikesminister 1872, blev han missnöjd med den alltför saktmodiga politiken mot Korea, avgick han och gjorde en resning på Kyushu för att störta regeringen. Efter ett kort inbördeskrig blev han besegrad och halshuggen 1874.